# Vitali Tsesjkovski

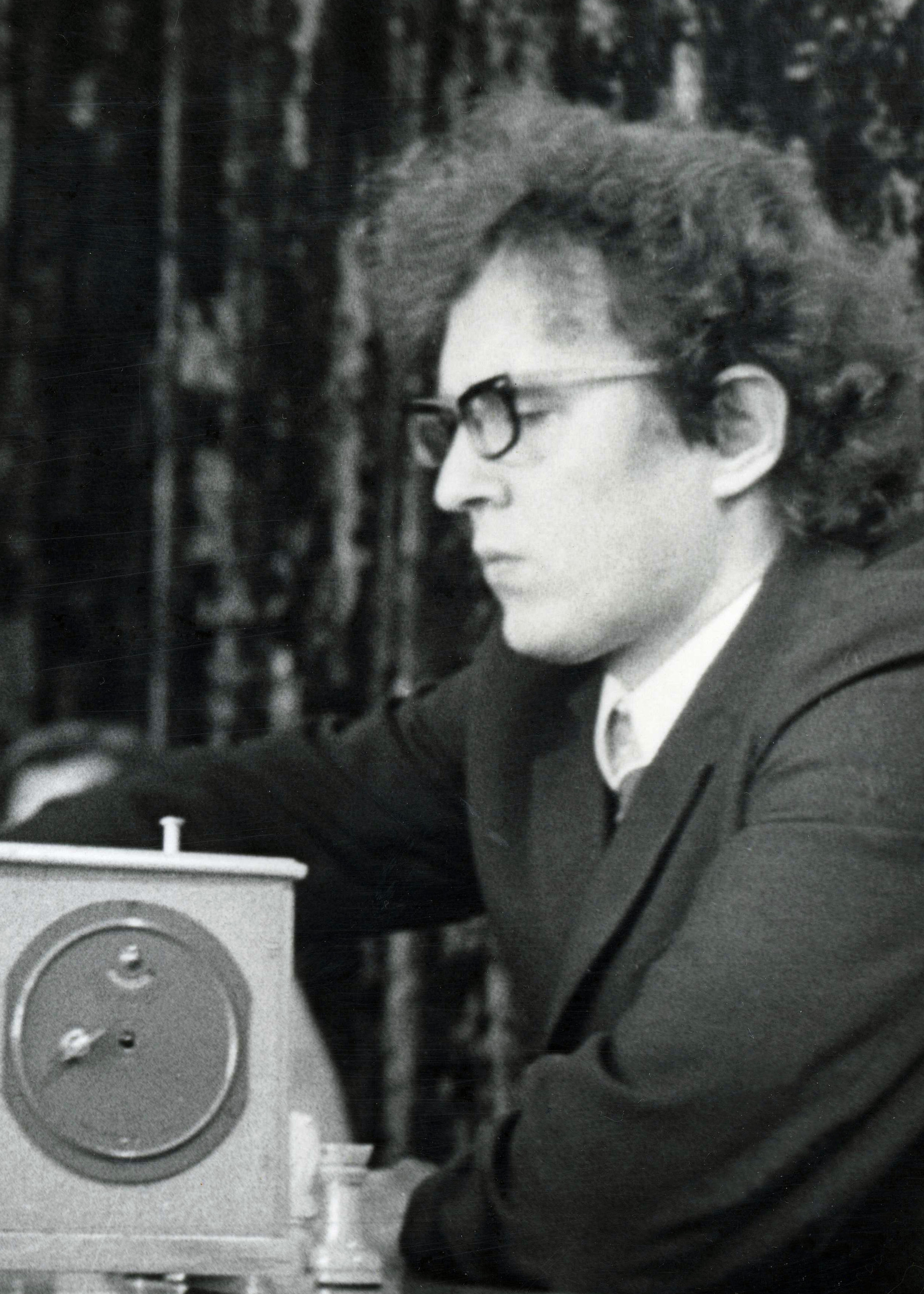
Vitali Tsesjkovski in 1973

Vitali Valerjevitsj Tsesjkovski (Russisch: Виталий Валерьевич Цешковский) (Omsk, 25 september 1944 - Krasnodar, 24 december 2011) was een Russisch schaker. Hij was een FIDE grootmeester (GM). Hij is kampioen van de Sovjet-Unie geweest.
Vitali Tsesjkovski werd geboren in Omsk, Siberië. Zijn Poolse adellijke voorouders (Cieszkowski) kwamen uit Wolynië.
- In 1972 won hij het kampioenschap van de Sovjetstaat Rusland.
- In 1973 kreeg hij de titel Internationaal Meester (IM), in 1975 werd hij grootmeester.[1]
- Hij won partijen van de volgende wereldkampioenen: Vassily Smyslov op de Moskou Spartakiade 1974, Michail Tal in Sochi 1970, en Garry Kasparov in 1978 op het Sovjet-kampioenschap.
- Hij won toernooien in Boekarest 1974, Leipzig 1975, Doebna 1976, Jerevan 1980, Banja Luka 1981, Sochi 1981 en Minsk 1982.
- In 1975 werd hij gedeeld 1e–4e op het zonetoernooi in Vilnius, waarna hij mocht deelnemen aan het interzonetoernooi in Manilla, in 1976. Daar eindigde hij als vierde, dit was één plaats lager dan wat vereist was om te mogen deelnemen aan het kandidatentoernooi voor het wereldkampioenschap.
- In 1978 (gedeeld eerste met Michail Tal) en in 1986 was hij kampioen van de Sovjet-Unie.[2]
- In 1979 werd hij gedeeld 8e–10e op het interzonetoernooi in Riga.
- Op het Hastings-toernooi in 2003 eindigde Vitali op de tiende plaats. De Deense grootmeester Peter Heine Nielsen werd eerste.
- In 2004 behaalde Tsesjkovski 6 pt. uit 9 in Sint-Petersburg, waarmee hij zich kwalificeerde voor deelname aan de finale van het kampioenschap van Rusland, in november 2004 in Moskou. Aan dat kampioenschap, waar Tsesjkovski de oudste deelnemer was, werd onder meer deelgenomen door de zeven beste Russische schakers, waaronder de winnaar Garri Kasparov.[3]
- In 2006, 2007, 2008 en 2009 won hij het seniorenkampioenschap van Rusland.
- In 2008 werd hij gedeeld eerste met Farrukh Amonatov en Anton Filippov op het Georgy Agzamov Memorial toernooi in Tashkent. In 2009 werd hij op hetzelfde toernooi ongedeeld eerste.[4][5]
- In 2008 werd hij in Davos tweede op het EK voor senioren.
- Vitali Tsesjkovski won het Europees schaakkampioenschap voor senioren in 2009, in Rogaška Slatina, en in 2010, in Thessaloniki.
- In 2010 eindigde hij gedeeld 2e–4e op het door Viktor Kupreichik gewonnen Europees rapid-kampioenschap voor senioren.[6]

In de opening koos hij met wit voor 1.e4. Met zwart speelde hij de Siciliaanse verdediging, de Pirc-verdediging en het Koningsfianchetto tegen 1.e4, en tegen 1.d4 speelde hij vaak de Grünfeld-verdediging en het Benkogambiet.
Zijn hoogste Elo-rating, 2600, bereikte hij in oktober 2005.
Hij was trainer van onder andere Vladimir Kramnik, Vugar Gashimov en Bartlomiej Macieja.
Hij stierf, net als de Nederlandse schaker Adolf Olland in de vorige eeuw, in het harnas. Op 24 december 2011 nam hij deel aan een schaaktoernooi in Krasnodar; tijdens zijn partij in de eerste ronde verloor hij het bewustzijn en overleed. Hij was 67 jaar.

## Schaakteams
In 1969 nam hij met het team van de USSR deel aan de wereldkampioenschappen schaken voor studententeams.
Tsesjkovski won in 1977 in Moskou met het nationale team van de Sovjet-Unie de Europese schaakkampioenschappen voor landenteams.
Op de 27e Schaakolympiade in 1986, gehouden in Dubai, waar het team van de USSR de gouden medaille won, behaalde Tsesjkovski 2½ pt. uit 5 aan het tweede reservebord.

## Schaakverenigingen
In de bondscompetitie van de Sovjet-Unie speelde Vitali Tsesjkovski in 1966 voor Burevestnik. Later speelde hij voor Trud, waarmee hij in 1982 kampioen werd. Met Trud won hij in 1984 de European Club Cup en werd in 1986 tweede. In 1990 nam hij met Vektor Novosibirsk deel aan de European Club Cup. In de Russische competitie speelde Tsesjkovski in 1995 en 1996 voor Tattransgas-Itil Kasan, waarmee hij in 1996 ook de European Club Cup won. In 2001 speelde hij voor Universität Maikop, in 2002 en in 2005 voor Debiut-DVGU Wladiwostok en in 2003 voor Oeral Oblast Swerdlovsk. In de Poolse competitie speelde hij in 1995 voor Polonia Warschau.

## Trivia
- Op de ratinglijst van de Russische schaakbond stond Tsesjkovski in oktober 2004 op de 42e plaats.